# سیارک ۱۴۴۸۶
سیارک ۱۴۴۸۶ (به انگلیسی: 14486 Tuscia، نامگذاری:1994TE) چهارده هزار و چهارصد و هشتاد و ششمین سیارک کشف شده‌است که در ۴ اکتبر ۱۹۹۴ کشف شد.
قدر مطلق سیارک برابر ۱۴٫۹۰ است.